# Эверманнелловые
Эверманнелловые (лат. Evermannellidae) — небольшое семейство морских лучепёрых рыб отряда аулопообразных (Aulopiformes). Распространены во всех тропических и субтропических водах Атлантического, Индийского и Тихого океанов.
Русское и латинское названия связаны с именем Бартона Уоррена Эверманна — известного ихтиолога, натуралиста и директора Калифорнийской академии наук.

## Общая характеристика семейства
Эверманнелловые имеют умеренно вытянутое, сжатое с боков тело с отсутствием нормальных чешуек. Голова крупная и тупая. Во рту имеются тонкие нёбные зубы, которые сильно увеличены и загнуты внутрь, и прямые зубы. Язык беззубый. Глаза варьируются в размерах от маленьких до больших; они имеют трубчатую структуру и направлены вверх. Боковая линия непрерывна. В различных семействах имеется 44—54 позвонков. Эверманнелловые рыбы не имеют плавательного пузыря, их желудок весьма эластичный.
Один спинной плавник (10—13 лучей) берёт начало немного раньше грудных брюшных плавников. Анальный плавник (26—37 лучей) является крупнейшим плавником и проходит вдоль задней половины рыбы, сужаясь по высоте к краю хвостового плавника. Маленький жировой плавник присутствует. Грудные плавники (11—13 лучей) расположены довольно низко на теле. Все плавники бесхребетные и пигментированные в коричневых тонах.
Рыбы имеют окраску от светлой до тёмно-коричневой. Кожа легко рвётся. Самый крупный вид — атлантическая коккорела (Coccorella atlantica) со стандартной длиной до 18,5 см.
Эверманнелловые рыбы — активные хищники, которые обитают на глубине 200—1000 метров. На этих глубинах доступно крайне мало света. Эверманнелловые рыбы используют свои телескопические глаза, направленные вверх. Эластичные желудки позволяют рыбам проглатывать добычу крупнее себя; загнутые зубы скорее всего, действуют как у змей и помогают направлять рыбу вниз по глотке. Это одиночные животные; неизвестно, претерпевают ли они суточные вертикальные миграции.
Их репродуктивные привычки слабо изучены. Известен синхронный гермафродитизм с внешним оплодотворением у Evermannella indica и Odontostomops normalops. Личинки рыб являются планктонном и имеют длинные морды и продолговатые глаза до метаморфозы. Мальки остаются на малых глубинах 50—100 метров, опускаясь в более глубокие слои воды с возрастом.

## Виды
В семействе 3 рода и 8 видов:
- Coccorella Roule, 1929
  - Coccorella atlantica (Parr, 1928)
  - Coccorella atrata (Alcock, 1894)
- Evermannella Fowler, 1901
  - Evermannella ahlstromi (Johnson & Glodek, 1975)
  - Evermannella balbo (A. Risso, 1820)
  - Evermannella indica (Brauer, 1906)
  - Evermannella megalops (Johnson & Glodek, 1975)
  - Evermannella melanoderma (Parr, 1928)
- Odontostomops Fowler, 1934
  - Odontostomops normalops (Parr, 1928)